# Find a Grave
Find A Grave är en amerikansk, internetbaserad organisation vars syfte är att lokalisera gravplatser för kända och okända personer.

## Historia
Efter att ha upptäckt att ingen webbsida erbjöd en samlad katalog över var man kan hitta berömda gravplatser, bestämde sig Jim Tipton 1995 för att grunda sajten Find A Grave. Intresset för en sådan sida visade sig vara större än vad han först förväntat sig, och 2009 beräknades besökarantalet vara cirka 31 miljoner. På sidan säger Tipton att katalogisering av gravplatser är en viktig del av vårt bevarade kulturarv, och att det finns många som har intresse av en sådan sida.  År 2013 sålde Tipton databasen till 
Ancestry.com.

## Innehåll och funktioner
Sidans ständigt växande katalog av gravplatser erbjuder förutom geografisk plats, även information om gravarnas enskilda specifikationer. De bortgångna personernas födelse- och dödsdatum anges, och i förekommande fall även gravstenstexter och bilder. Medlemmar av sidan kan själva lägga till ytterligare information om gravplatser för att på så sätt utöka sidans omfång. Många gravplatser har också koordinater angivna i enlighet med program som till exempel Google Maps, så att läsare enklast möjligt ska kunna hitta platserna. En annan funktion på sidan är möjligheten för medlemmar att skriva minnesord på enskilda gravars katalogposter.
De svenska bokstäverna å/ä/ö har visat sig svåra att hantera. Man skriver exempelvis Värö Kyrkogård som Varo Kyrkogard, eller låter det förvrängas till närmast oläslighet. Det förklaras med att man till viss del ännu använder den gamla ASCII-standarden, som inte kan hantera  diakritiska tecken eller liknande.